# 水鄉筑波國定公園
水鄉筑波國定公園（日语：／ Suigō Tsukuba Kokutei Kōen）是一個位於日本關東平原東部的國定公園。1959年3月3日成立時稱做水鄉國定公園，涵蓋了霞浦、潮來、佐原等水鄉地帶，與鹿島神宮、香取神宮、犬吠埼～屏风浦的海岸線。之後1969年2月1日加入筑波山、加波山地域後更名為水鄉筑波國定公園。
本公園也是茨城縣唯一的上級公園。

## 沿革

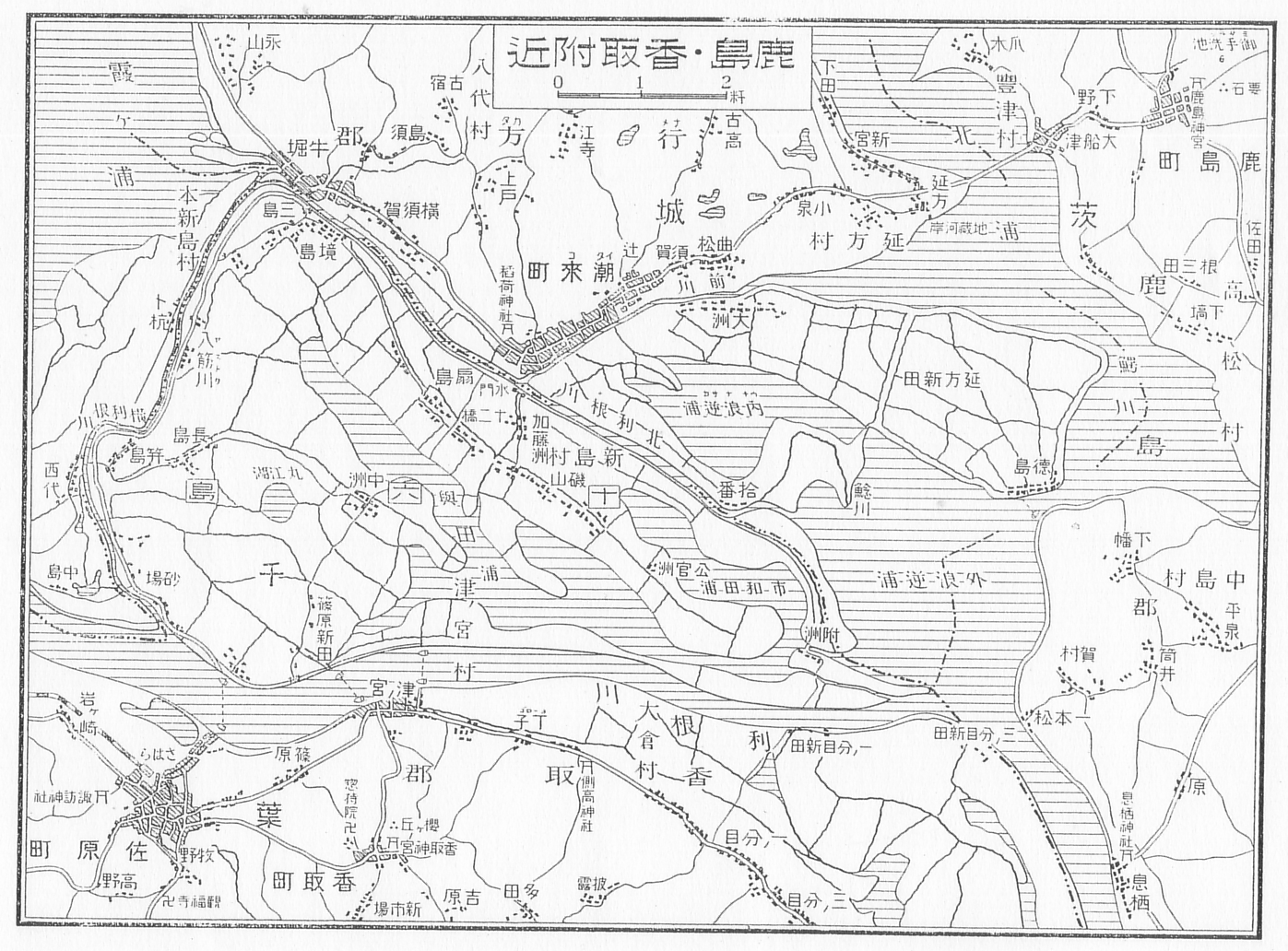
1930年左右（昭和初期）的鹿島、香取地圖。

- 1934年 - 千葉縣銚子、笹川町至神崎町間之利根川沿岸、香取神宮、手賀沼（日语：手賀沼）設立千葉縣立公園。
- 1951年（昭和26年） - 千葉縣、茨城縣向厚生省提出「日本水鄉國立公園」申請書。
- 1951年（昭和26年）11月 - 千葉、茨城兩縣國會議員組成「日本水鄉國立公園促進議員連盟」。
- 1952年（昭和27年）5月 - 千葉縣成立「日本水鄉國立公園期成同盟會」。
- 1959年 - 霞浦沿岸、鹿島神宮、香取神宮、水鄉大橋以東的利根川沿岸、橫利根川、北利根川、與田浦、下津海岸、神之池（日语：神之池）、銚子黑生海岸至屏風浦一帶成立水鄉國定公園。
- 1965年（昭和40年）3月 - 厚生省公告變更水鄉國定公園區域変更，神之池因開發劃出國定公園區域外[3]。
- 1969年 - 劃入筑波山、加波山等，改成水鄉筑波國定公園。

## 著名景點

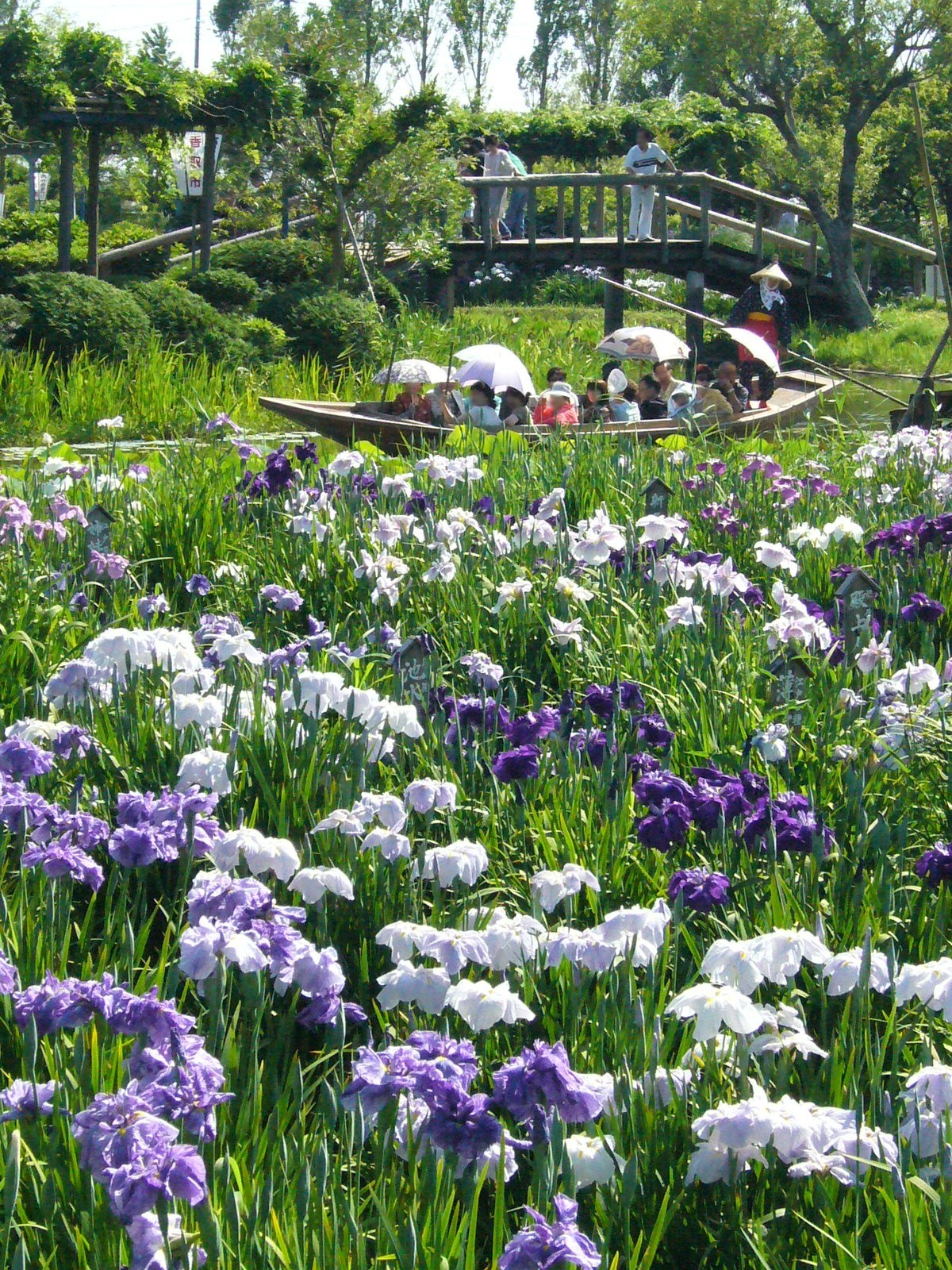
初夏盛開的日本花菖蒲（水鄉佐原菖蒲公園）

- 筑波山

標高雖僅877公尺，但佇立在平野地帶十分引人注目。日本百名山之一。
- 加波山（日语：加波山）
- 霞浦
- 鹿島神宮
- 利根川下游（潮來、十二橋等水鄉一帶）
- 香取神宮
- 犬吠埼（日语：犬吠埼）
- 屏風浦

## 自然
利根川在古時就時常造氾濫，下游一帶有大片湖沼群。周邊有大量的茭白、蘆葦、寬葉香蒲、荇菜、丘角菱等水生植物。潮來有溪蓀等濕地植物。鹿島神宮則有錐栗、紅楠等巨木。筑波山麓是暖地性的赤松等，標高500公尺以高為落葉闊葉林，山頂則有日本山毛櫸林。
地質上，屏風浦是海蝕形成的斷崖。
動物方面，霞浦有東方大葦鶯、小鸊鷉、小白鷺等，犬吠埼有丹氏鸕鶿、黑尾鷗等海鳥。筑波山地一帶有本土狐、日本松鼠、白頰鼯鼠、日本鼬、日本貂、日本兔、日本獾、貉、果子貍、野豬等哺乳類與普通翠鳥、蒼鷹、長尾林鴞等鳥類。

## 集團設施地區
| 地區名 | 面積   | 所在地       | 使用人數（人） |
| ------ | ------ | ------------ | -------------- |
| 浮島   | 12.0ha | 茨城縣稻敷市 | 114,000        |
| 筑波   | －     | 茨城縣筑波市 | 189,000        |